# Eric Kumerow
Eric Palmer Kumerow (Chicago, 17 aprile 1965) è un ex giocatore di football americano statunitense che ha giocato nel ruolo di linebacker nella National Football League. Al college giocò a football a Ohio State.

## Carriera professionistica
Harvey fu scelto come 16ª assoluto nel Draft NFL 1988 dai Miami Dolphins. Disputò però solamente tre deludenti stagioni come professionista, senza mai partire come titolare e facendo registrare 5 soli sack.

## Statistiche
| Partite | 42  |
| Sack    | 5,0 |